# Spine of God
Albums de Monster Magnet
Tab
(1991) Superjudge
(1993)
Spine of God, sorti en 1992, est le troisième album du groupe américain Monster Magnet.

## L'album
Dernier album avec John McBain.

Premier album de Monster Magnet à sortir sur le continent américain avant le continent européen, Spine of God est considéré par les Américains comme le premier album du groupe (Tab n'y sortira qu'en 1993 et Monster Magnet est considéré comme un EP).

Huit titres sur neuf sont signés Dave Wyndorf. L'album est une référence pour la communauté Stoner Rock.

## Les musiciens
Dave Wyndorf : voix, guitare

John McBain : guitare

Joe Calandra : basse

Jon Kleiman : batterie

## Les titres
| No | Titre                      | Durée |
| -- | -------------------------- | ----- |
| 1. | Pill Shovel                | 4:00  |
| 2. | Medicine                   | 3:21  |
| 3. | Nod Scene                  | 6:46  |
| 4. | Black Mastermind           | 6:13  |
| 5. | Zodiac Lung                | 4:44  |
| 6. | Spine of God               | 8:02  |
| 7. | Snake Dance                | 3:10  |
| 8. | Sin's A Good Man's Brother | 3:31  |
| 9. | Ozium                      | 8:01  |

## Informations sur le contenu de l'album
- Une première version de Nod Scene et Snake Dance se trouve sur l'album Monster Magnet
- Sin's A Good Man's Brother est une reprise du Grand Funk Railroad (1970)